# Маршалл-Ратти, Джакил
Джакил Маршалл-Ратти (англ. Jahkeele Marshall-Rutty; родился 16 июня 2004) — канадский футболист, нападающий клуба «Клёб де Фут Монреаль».

## Клубная карьера
Уроженец Брамптона, Онтарио, Маршалл-Ратти с 2016 года выступал за футбольную академию клуба «Торонто». 17 декабря 2018 года подписал контракт с клубом «Торонто II», а 28 июня 2019 года дебютировал за команду в матче Лиги один ЮСЛ против «Форвард Мэдисон».
22 января 2020 года стал самым молодым игроком в истории, подписавшим контракт с клубом «Торонто». 24 октября 2020 года 16-летний Джакил дебютировал в основном составе «Торонто» в матче MLS против клуба «Филадельфия Юнион», став самым молодым игроком «Торонто» в истории клуба. 16 марта 2024 года в матче против «Нью-Йорк Сити» забил свой первый гол за «Торонто».
9 августа 2024 года Маршалл-Ратти был продан в «Клёб де Фут Монреаль» за гарантированные $850 тыс. и условные $400 тыс. в общих распределительных средствах. За «КФ Монреаль» дебютировал 24 августа 2024 года в матче против «Нью-Инглэнд Революшн».

## Карьера в сборной
В августе 2019 года в составе сборной Канады до 15 лет принял участие в чемпионате КОНКАКАФ (до 15 лет). На турнире провёл пять матчей и забил один гол (в матче против сборной Сальвадора 4 августа).